# John Sturges
John Eliot Sturges (ur. 3 stycznia 1910 w Oak Park, zm. 18 sierpnia 1992 w San Luis Obispo) – amerykański reżyser filmowy.

## Kariera
Pracę w kinematografii rozpoczął w 1932 roku jako montażysta w wytwórni RKO Radio Pictures. W czasie II wojny światowej był członkiem grupy realizującej filmy dokumentalne oraz szkoleniowe. Po wojnie wyreżyserował swój pierwszy film The Man Who Dared dla wytwórni Columbia Pictures. Największy rozgłos przyniósł mu western Siedmiu wspaniałych (remake filmu Siedmiu samurajów Akiry Kurosawy), którego był zarówno reżyserem, jak i producentem.

## Filmografia
|  | 1946 - The Man Who Dared - Shadowed - Alias Mr. Twilight 1947 - For the Love of Rusty - Keeper of the Bees - Thunderbolt 1948 - The Sign of the Ram - Best Man Wins 1949 - The Walking Hills - The Ford Theatre Hour 1950 - The Capture - Mystery Street - Right Cross - The Magnificent Yankee 1951 - Miła staruszka (Kind Lady) - The People Against O’Hara - It’s a Big Country 1952 - The Girl in White 1953 - Jeopardy - Fast Company - Ucieczka z Fortu Bravo (Escape from Fort Bravo) 1955 - Czarny dzień w Black Rock (Bad Day at Black Rock) - Pod wodą! (Underwater!) - The Scarlet Coat 1956 - Zaskakujący odwet (Backlash) 1957 - Pojedynek w Corralu O.K. (Gunfight at the O.K. Corral) | 1958 - Osiodłać wiatr (Saddle the Wind, niewymieniony w napisach) - Prawo i Jake Wade (The Law and Jake Wade) - Stary człowiek i morze (The Old Man and the Sea) na podstawie opowiadania E. Hemingwaya 1959 - Ostatni pociąg z Gun Hill (Last Train from Gun Hill) - Tak niewielu (Never So Few) 1960 - Siedmiu wspaniałych (The Magnificent Seven) 1961 - By Love Possessed 1962 - Sergeants 3 - A Girl Named Tamiko 1963 - Wielka ucieczka (The Great Escape) na podst. powieści P. Brickhilla 1965 - Szatański wirus (The Satan Bug) - Na szlaku Alleluja (The Hallelujah Trail) 1967 - Godzina ognia (Hour of the Gun) 1968 - Stacja arktyczna Zebra (Ice Station Zebra) na motywach książki A. MacLeana 1969 - Uwięzieni w kosmosie (Marooned) na podst. powieści M. Caidina 1972 - Joe Kidd 1973 - Konie Valdeza (Valdez, il mezzosangue) 1974 - Samotny detektyw McQ (McQ) 1976 - Orzeł wylądował (The Eagle Has Landed) na podst. powieści J. Higginsa |